# Laurent Mazliak
Laurent Mazliak est un mathématicien, historien des mathématiques, et historien des sciences français, né le 29 novembre 1964,.

## Biographie
Laurent Mazliak est le fils du biologiste et historien des sciences Paul Mazliak. 
Il est un élève des mathématiciens Jacques Neveu et Nicole El Karoui. Il a soutenu une thèse de mathématiques intitulée Contrôle partiellement observable et processus ponctuels: théorie et applications, sous la direction de Jacques Neveu, à l'université Pierre-et-Marie-Curie, en 1990.
Il est historien des sciences à Sorbonne-Université,, spécialiste de l'histoire des mathématiques,, et chercheur du Laboratoire de probabilités, statistique et modélisation (LPSM), spécialiste du contrôle stochastique,. Il a soutenu une habilitation à diriger des recherches en 2000.
Il a notamment consacré des travaux aux mathématiciens Émile Borel, Maurice Fréchet, Paul Lévy, Vito Volterra, Maurice Janet, Gösta Mittag-Leffler et Andreï Markov.

## Publications
- Paul Lévy-Maurice Fréchet: 50 ans de correspondance mathématique, avec Marc Barbut et Bernard Locker, Hermann, 2004.
- Mathematicians at war: correspondence between Volterra and his French colleagues during World War I, avec Rossana Tazzioli,  Springer, 2009[12].
- Des mathématiciens et des guerres, avec Antonin Durand et Rossana Tazzioli, CNRS-Alpha, 2013.
- Le Carnet de voyage de Maurice Janet à Göttingen, Éditions Matériologiques, 2013.
- Paul Lévy - Maurice Fréchet : 50 years of mathematics, avec Marc Barbut et Bernard Locker, Springer, 2014.
- Images of italian mathematics in France: The Latin sisters from Risorgimento to Fascism, avec Frédéric Brechenmacher, Guillaume Jouve et Rossana Tazzioli, Springer, 2016.
- Mittag-Leffler and Volterra: 40 years of correspondence, avec Frédéric Jaëck, Emma Sallent del Colombo et Rossana Tazzioli, European Mathematical Society, 2019.
- Le calcul des probabilités à la portée de tous, de Maurice Fréchet et Maurice Halbwachs, édition critique avec Éric Brian et Hugo Lavenant, Presses universitaires de Strasbourg, 2019.
- Mathematical communities in the reconstruction after the Great War (1918-1928), avec Rossana Tazzioli, Springer, 2021.
- The splendors and miseries of martingales: Their history from casino to mathematics, avec Glenn Shafer, Springer, 2022.